# En svensk tiger

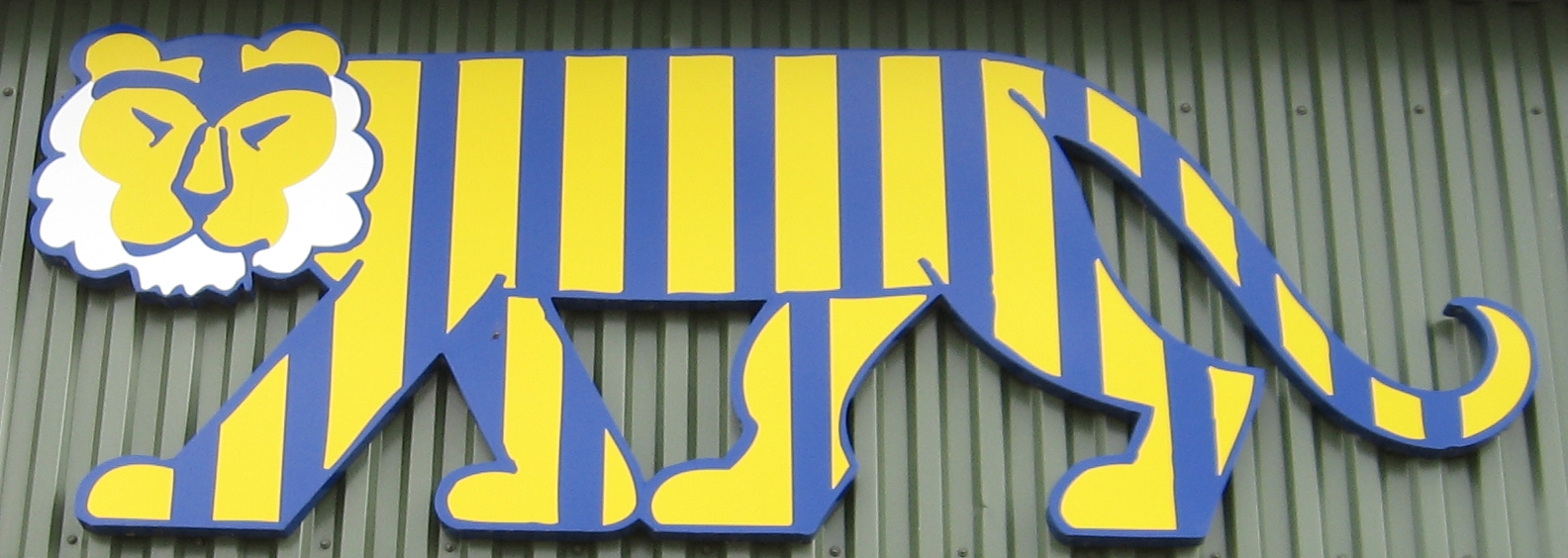
«En svensk tiger», dibujado por Bertil Almqvist.

En svensk tiger fue una campaña de propaganda de Suecia para prevenir el espionaje durante la Segunda Guerra Mundial. El nombre es un juego de palabras: en sueco la palabra «tiger» (tigre) se pronuncia igual que la forma presente del verbo «tiga» (callar). De este modo, la traducción literal «Un tigre sueco» también significa «Un sueco calla». La campaña estaba ilustrada con un tigre amarillo con rayas azules, representativos de la bandera de Suecia. 
Fue creada en 1941 por el ilustrador Bertil Almqvist para el Consejo Nacional de Información Sueco (Statens informationsstyrelse). El afiche se convirtió en el eslogan de la Campaña de Vigilancia Sueca, creada el mismo año para promover el secretismo ante cualquier información relativa a las Fuerzas Armadas de Suecia y los intereses nacionales.
Suecia se mantuvo neutral durante el conflicto para conservar su soberanía y evitar la invasión de las potencias del Eje, una amenaza real después de que las tropas de la Alemania nazi ocupasen Noruega y Dinamarca en 1940 mediante la Operación Weserübung.